# Grundschule „Johannes Falk“

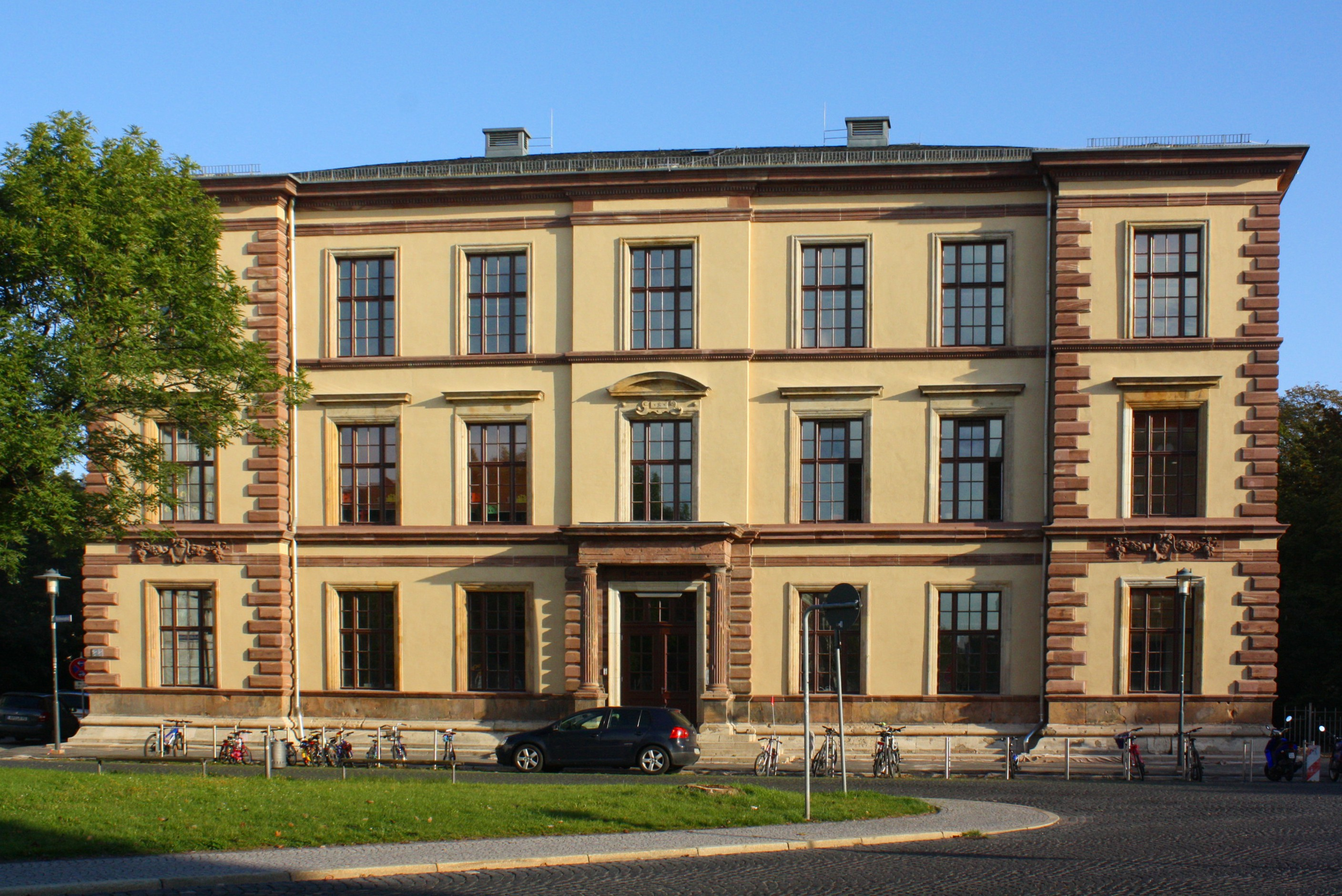
Grundschule „Johannes Falk“

Auf dem Rathenauplatz 3 in Weimar befindet sich die im Stil der italienischen Neorenaissance errichtete Staatliche Grundschule „Johannes Falk“, benannt nach dem Pädagogen Johannes Daniel Falk.
Das Schulgebäude wurde von Carl Martin von Stegmann entworfen. Sie war einmal das Realgymnasium Weimar und wurde 1868–1871 erbaut. Der Sockel ist aus Weimarer Travertin vom ehemaligen Steinbruch Röhr. Das Mauerwerk ist verputztes Bruchsteinmauerwerk, die Fenster aus hellem Berkaer Sandstein, die Gesimse aus Tonndorfer Sandstein, die Ornamentsteine für die Wappen und Köpfe ebenfalls aus Tonndorfer Sandstein. Der Schulhof des über Eck zur Carl-August-Allee verlaufenden Gebäudes öffnet sich zur Ernst-Kohl-Straße.
Das Schulgebäude ist in der Liste der Kulturdenkmale in Weimar (Einzeldenkmale) verzeichnet.